# Национальный музей Индии
Национальный музей в Нью-Дели — крупнейший музей в Индии, содержащий коллекцию разнообразных археологических находок, исторических артефактов и предметов искусства. Музей управляется Министерством культуры Индии, частью Правительства Индии. Он находится на пересечении улиц Джанпат и Маулала.

## История

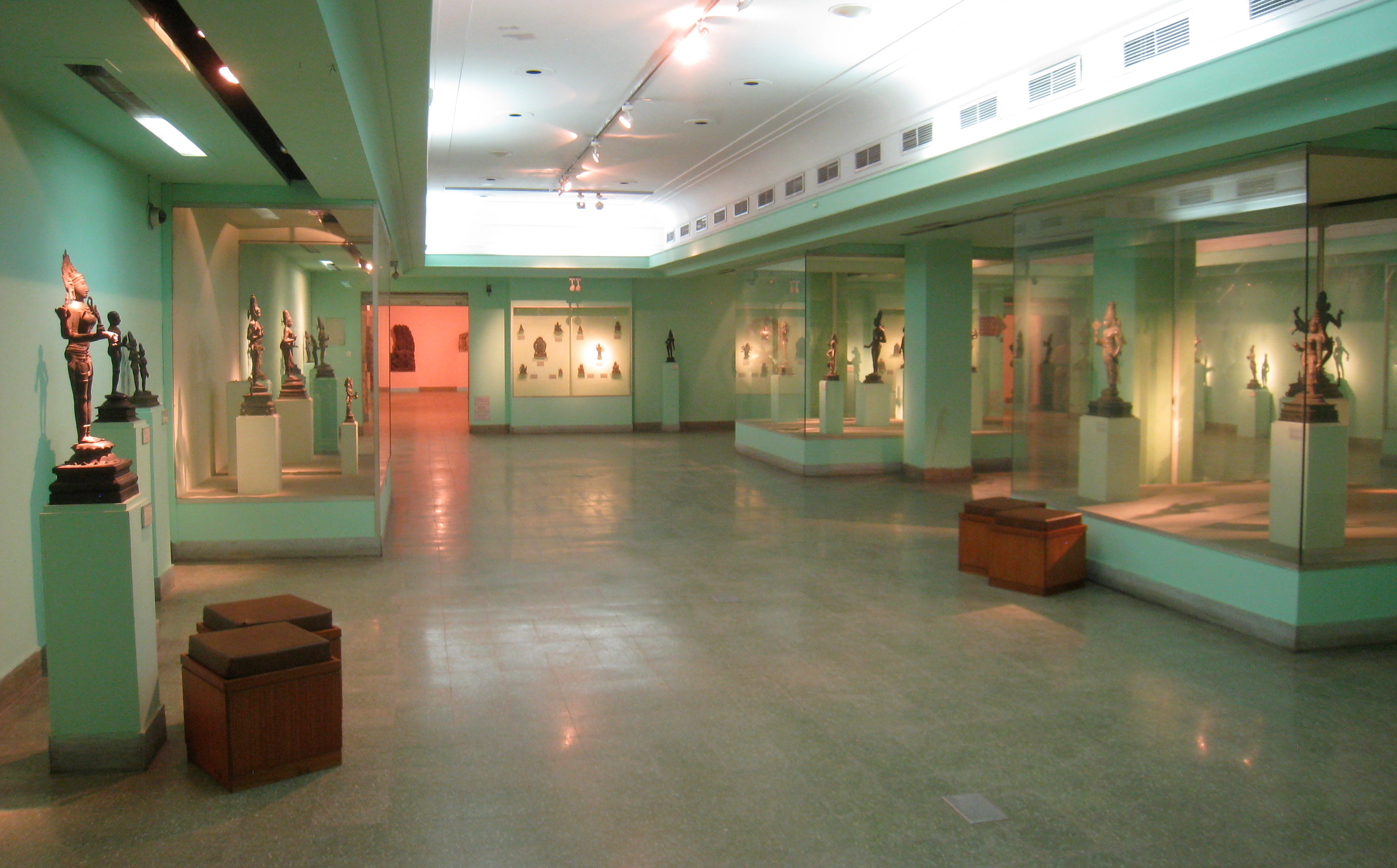
Интерьер Музея

Истоки Национального музея начинаются с выставки индийского искусства и артефактов в Королевской Академии в Лондоне зимой 1947-48 гг. По окончании выставки, её кураторы решили продемонстрировать такую же коллекцию в Индии до возвращения экспонатов в музеи. Индийская выставка была показана в Раштрапати Бхаван в 1949 году и была настолько успешна, что было принято решение создать постоянный национальный музей. 15 августа 1949 года Национальный музей официально открыл генерал-губернатор Индии Чакраварти Раджагопалачари. В то время было решено, что пока музей не обзаведётся своим зданием, экспонаты будут храниться в Раштрапати Бхаван.
Современное здание музея заложил 12 мая 1955 года Джавахарлал Неру. Музей официально открылся для посетителей 18 декабря 1960 года.
В настоящее время музей находится в ведении и финансируется Министерством культуры, Министерством развития людских ресурсов.
Музей имеет в своем распоряжении свыше 200 000 произведений искусства, как индийского, так и иностранного происхождения. Коллекция включает оружие, доспехи, декоративно-прикладное искусство, ювелирные изделия, рукописи, картины и т. д.

## Галерея

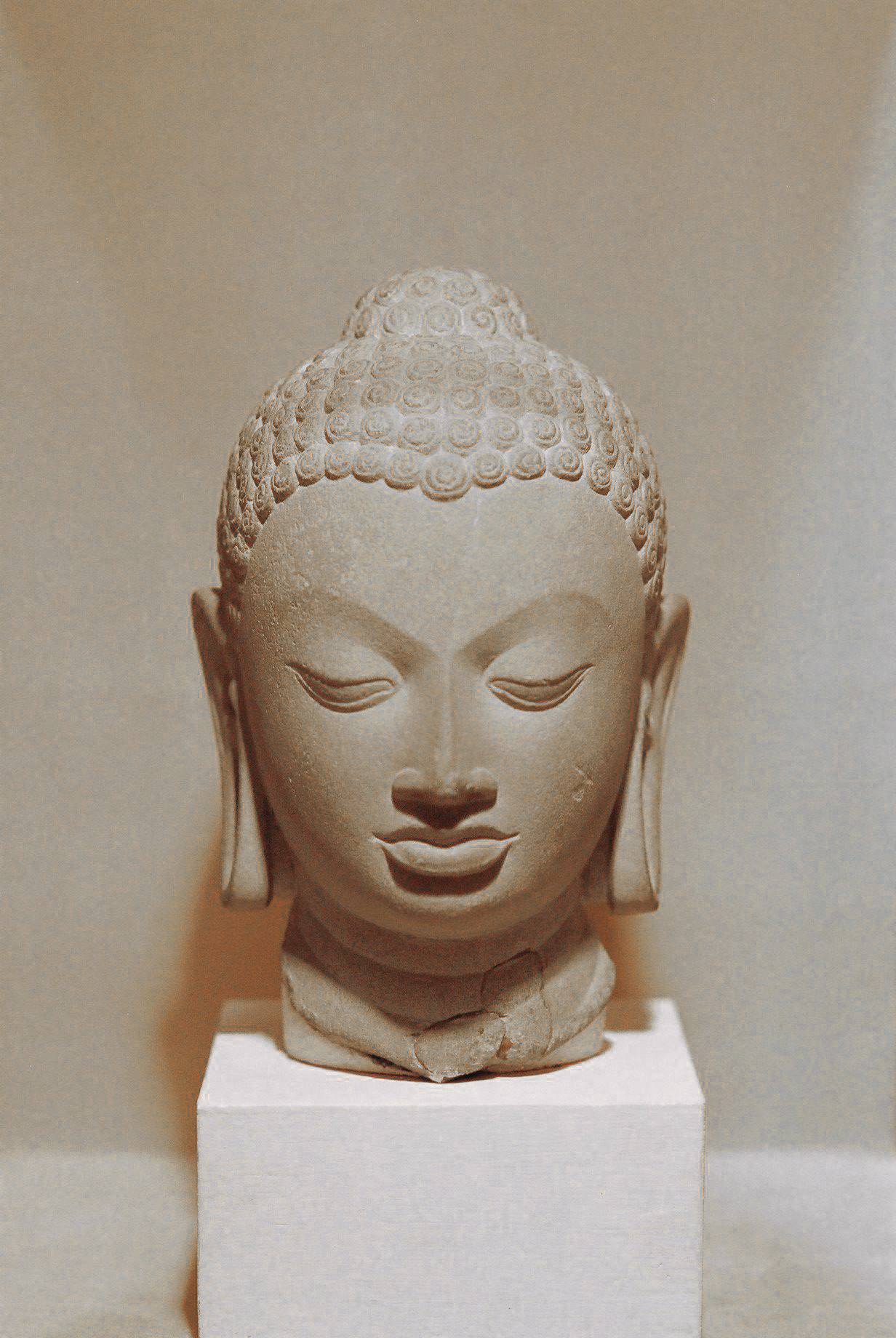
Голова Будды.
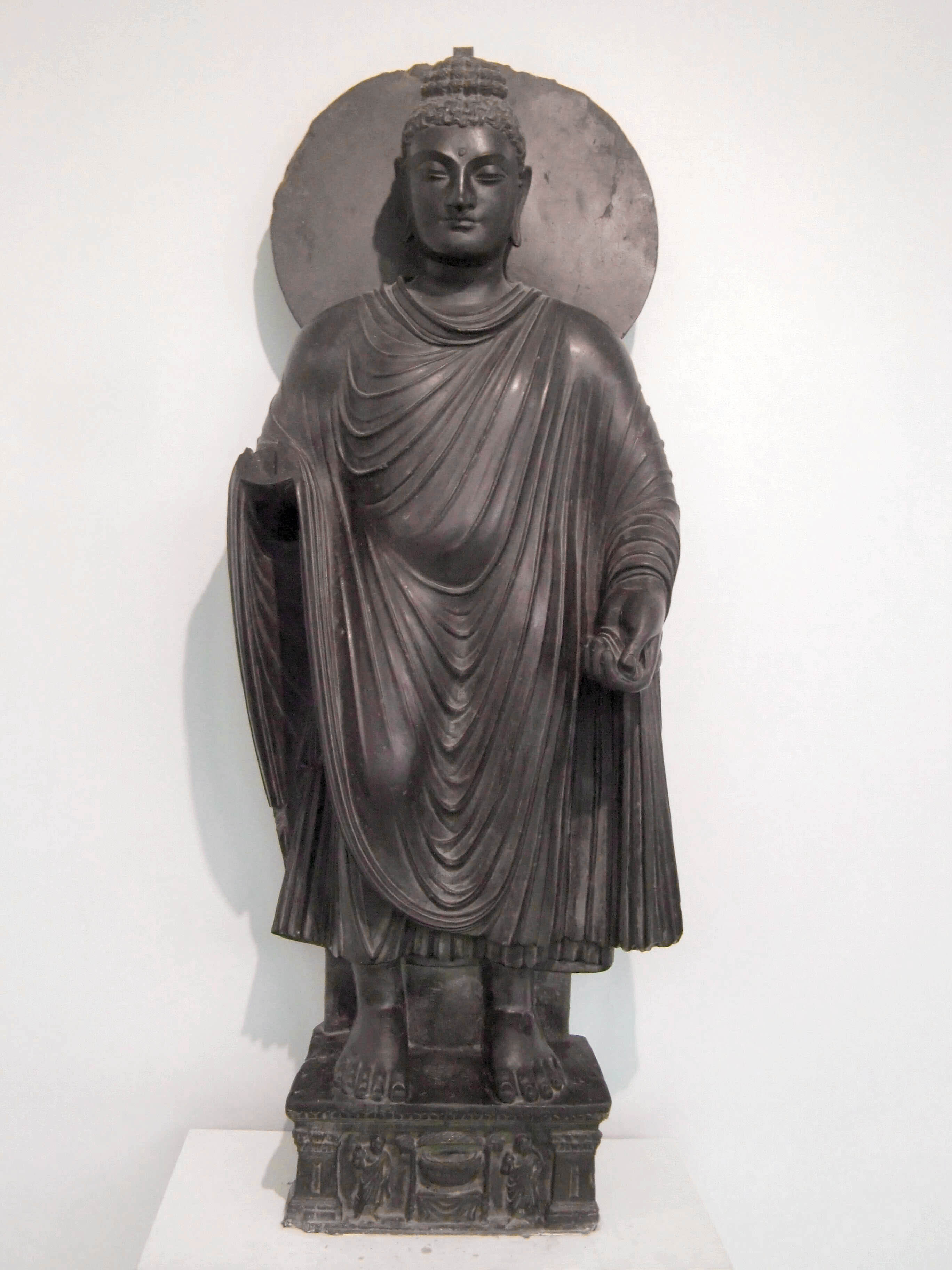
Будда в культуре Гандхары.
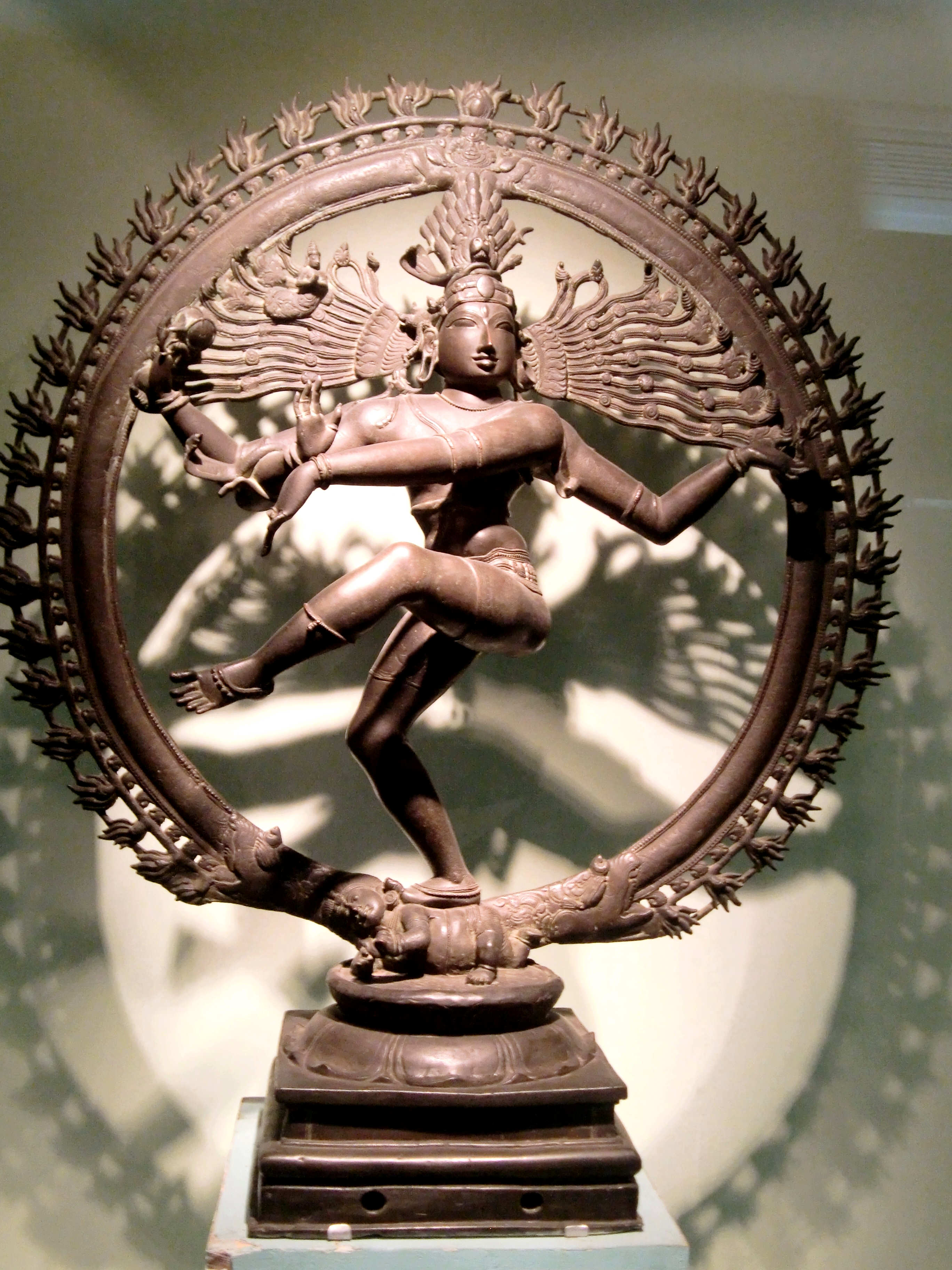
Танцующий Шива.
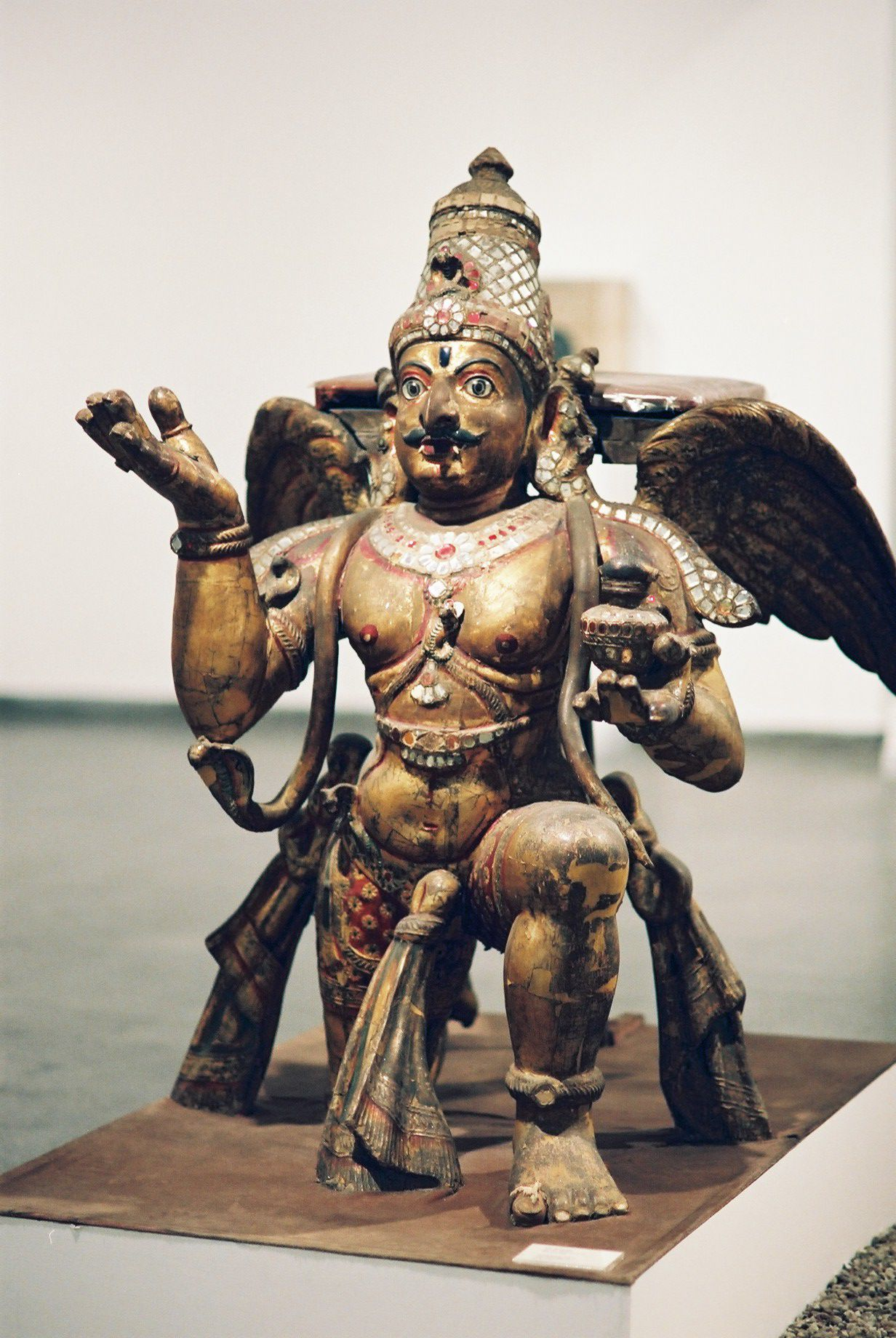
Деревянная статуя Гаруды.
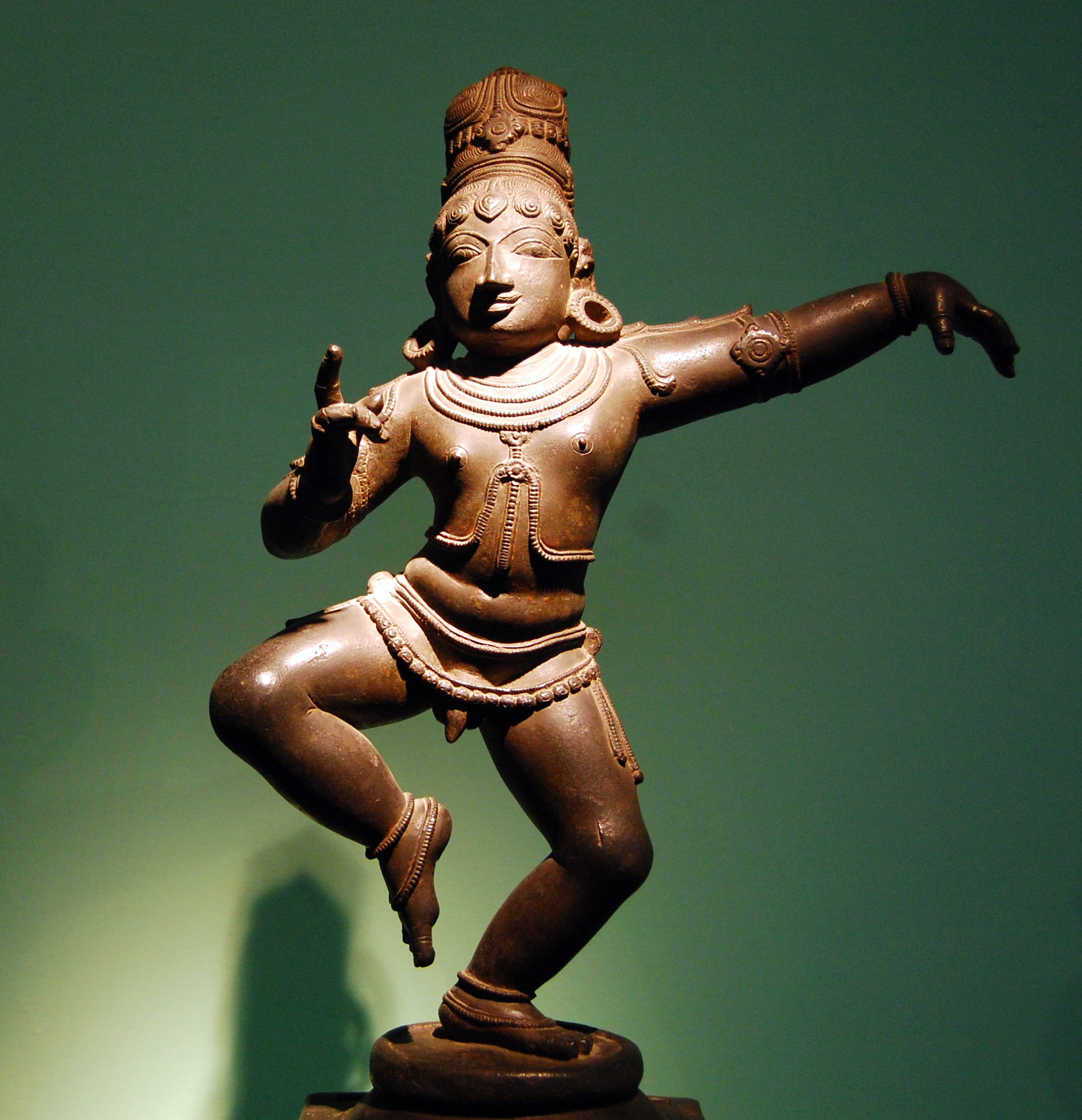
Танцующий Бала-Кришна.